# Edstjärnen (Bodums socken, Ångermanland)
Edstjärnen är en sjö i Strömsunds kommun i Ångermanland och ingår i Ångermanälvens huvudavrinningsområde.